# Быково (Уренский район)
Быково — опустевшая деревня в составе Красногорского сельсовета в Уренском районе Нижегородской области.

## География
Находится на расстоянии примерно 23 километра по прямой на северо-восток от районного центра города Урень.

## История
Деревня основана в начале XIX века переселенцами из деревень Стешиха и Дьячиха Ветлужского уезда. До 1935 года входила в Ветлужский район. В 1870 году учтено было дворов 16, жителей 95, в 1914 40 дворов. В советское время работал колхоз им.8 марта. В 1956 году учтено 133 жителя, в 1978 −15 хозяйств и 33 жителя, в 1994 — 7 хозяйств и 19 жителей. Последние жители выехали до 2010 года.

## Население
Постоянное население составляло 3 человека (русские 100 %) в 2002 году, 0 в 2010.